# Часлівці
Часлі́вці — село в Ужгородському районі Закарпатської області.

## Назва
В письмових джерелах згадуються під назвою: «Chaslouch», «Chazloch». У селі в XIV—XV ст. уже існував католицький костел, який в роки реформації став протестантським. Часлівці протягом ХІІІ — XVI ст. були власністю місцевих землевласників, які до прізвища додавали прикладку «часлівські». В XVI ст. поселення належало землевласникам із родин Добо і Мелічі.

## Герб
Щит напіврозтятий і перетятий двічі лазуровим і червоним. У першій частині срібний орел з ропростертими крилами, чорними очима та пазурами та золотим язиком. У другій частині чорна голова кабана зі срібними очима та іклами та чорним язиком, пробита золотою стрілою. Поверх першої та другої частин на зеленій землі щиток: у золотому полі чорний хрест, за щитком срібна стрічка. У третій частині два золоті снопи, покладені в косий хрест, що супроводжуються зверху срібною відкритою книгою із золотою вислою печаткою.

## Історія
Село було власністю Середнянського замку з 1338 року, тож у 16 столітті воно було власником родини Добо. Перша помітна подія в історії села припадає на 1060 рік, коли князь Бела, пізніше Бела I, оселив ченців з польського Часлава у цій місцевості. У 1083 році тут було освячено кам'яну церкву, яка також зберегла копію 3-го кодексу святого Ласло. Ця церква проіснувала до татарської навали. Описів татарської навали мало, але збережені цінності храму свідчать про те, що серйозніших руйнувань не було здійснено. Наступна згадка про його ім'я — з 1263 року, тоді він згадувався як Chaslouch.
Перший письмовий запис можна знайти в меморіальній книзі парафії Сату-Маре. Відповідно до цього, у 1333—1337 роках село заплатило 10 гаражинських папських десятин. За даними податкового реєстру часів Карла Роберта, родина Császlóciak були одними з найзначніших дворян графства Унг, а село посіло 8 місце серед поселень повіту в економічному плані. У 1444 р. Чоловіча гілка родини Császlóci вимерла.
В 1427 році село було оподатковано від 23-х порт (земельних наділів). У 1599 році Часлівці вважалися середнім за величиною селом із мадярським населенням. Воно мало костел, парафію і школу.
Село було передано в 1668 році Petrovay János. Його наступник Антал Петровай брав участь у парламенті 1774 року як посол від комітату Унг. У період між 1802 і 1805 роками Йосип Петровай побудовав палац, який стоїть і сьогодні.
Родина Петровай брала участь у війні за незалежність 1848—1849 років, а саме Акош Петровай, який служив у званні майора в армії генерала Бема. Після Петроваїв новим землевласником села став рід Цібур, останнім з яких був Шандор Цібур. Сім'я Цібур втекла з села восени 1944 року.

## Політика

### Парламентські вибори, 2019
На позачергових парламентських виборах 2019 року у селі функціонувала окрема виборча дільниця № 210583, розташована у приміщенні клубу.
Результати
- зареєстровано 587 виборців, явка 55,54 %, найбільше голосів віддано за «Слугу народу» — 57,50 %, за Всеукраїнське об'єднання «Батьківщина» — 10,31 %, за «Опозиційну платформу — За життя» — 6,88 %.[2] В одномандатному окрузі найбільше голосів отримав Йосип Борто (самовисування) — 57,59 %, за Роберта Горвата (самовисування) — 14,24 %, за Олександра Пекаря (Слуга народу) — 8,67 %[3].

## Релігія
Храм Успіння Пресвятої Діви Марії — одна з культових споруд, яка вважається пам'яткою архітектури національного значення. був побудований на початку 14 століття. В деяких літописах датою будівництва називають 15-16 століття. У 1549 році він перейшов у розпорядження реформаторів. У 1774 році був зруйнований, руйнувань зазнав дах церковної будівлі.
Егерський єпископ Кароль Естергазі віддав розпорядження щодо проведення ремонтних робіт у храмі Успіння Пресвятої Діви Марії. В 1795 році ремонтні роботи були завершені, а у 1797 році до основної частини будівлі добудували вежу. В 1841 році була відновлена парафія. Відомо, що у 1846 та 1874 роках тут провели реконструкцію, внаслідок якої були споруджені добудови з хорами уздовж головних стін нави. У 1960 році храм зазнав руйнувань і був відновлений. В період 19-20 століття храм перебудували.
У 1911 році Лайош Сентмігалій став парафіяльним священиком села, який, крім своїх священичих обов'язків, також займався лікуванням. Зцілював виключно рослинними засобами. Це було настільки успішно, що в 1927 році лікарі з Ужгорода здійснили невдалий замах на нього. Сьогодні його імя збереглася на головній вулиці села.
Охороняється Законом України і входить до переліку об'єктів, які належать до числа культурної спадщини країни та не підлягають приватизації.
== Туристичні місця == — храм Успіння Пресвятої Діви Марії, був побудований на початку 14 століття.
- палац Петроваїв

## Пам'ятки
- Поселення (XIII—XI ст. до н. е., VII—IX ст.);
- Поселення (пізня бронза);
- Костел Успіння Пресвятої Діви Марії;